# Bergtjärnen (Jokkmokks socken, Lappland, 736304-171534)
Bergtjärnen är en sjö i Jokkmokks kommun i Lappland och ingår i Luleälvens huvudavrinningsområde. Bergtjärnen ligger i Aspberget Natura 2000-område.